# Инабе
Инабе (яп. いなべ市 Инабэ-си) — город в Японии, находящийся в префектуре Миэ. Площадь города составляет 219,58 км², население — 45 261 человек (1 июня 2014), плотность населения — 206,13 чел./км².

## Географическое положение
Город расположен на острове Хонсю в префектуре Миэ региона Кинки. С ним граничат города Йоккаити, Кувана, Кайдзу, Огаки, Хигасиоми и посёлки Тоин, Комоно, Йоро, Тага.

## Население
Население города составляет 45 261 человек (1 июня 2014), а плотность — 206,13 чел./км². Изменение численности населения с 1980 по 2005 годы:
| 1980 | 41 591 чел. |  |
| 1985 | 43 462 чел. |  |
| 1990 | 43 882 чел. |  |
| 1995 | 45 746 чел. |  |
| 2000 | 45 630 чел. |  |
| 2005 | 46 446 чел. |  |

## Экономика
Центр сельскохозяйственного района (в городе развиты переработка сельскохозяйственной продукции, в том числе риса, и производство продуктов питания). Важное значение имеют также производство лекарств, косметики и медицинского оборудования, цветная металлургия (завод компании Kobe Steel), производство автокомплектующих (заводы компаний Denso и Toyota Auto Body), химической продукции (завод компании Kimoto) и цемента (завод компании Taiheiyo Cement), транспорт, розничная торговля и сфера услуг, в том числе туризм. Среди основных достопримечательностей — музей грузового железнодорожного транспорта, а также окрестные горы и водопады.